# Monte Llano
Il Monte Llano (in lingua inglese: Mount Llano) è un prominente picco roccioso antartico, alto 1.930 m, situato 11 km a nordest del Monte Wade, alle pendici delle Prince Olav Mountains, catena montuosa che fa parte dei Monti della Regina Maud, in Antartide. 
Fu ispezionato dalla spedizione americana che attraversava la Barriera di Ross nel 1957-58, guidata dal glaciologo Albert P. Crary (1911-1987). 
La denominazione è stata assegnata in onore del biologo americano George Albert Llano (1911-2003), un'autorità nel campo dei licheni polari. Llano è stato Program Manager (Responsabile dei Programmi) per le Biological and Medical Sciences (Scienze biologiche e mediche) all'Office of Polar Programs (Ufficio dei programmi polari), della National Science Foundation, nel periodo 1960–77, e membro di parecchie spedizioni polari antartiche dal 1957-58 in avanti.